# Honda E0
Honda E0 — рядный трёхцилиндровый бензиновый двигатель внутреннего сгорания, разработанный и выпускавшийся японской компанией Honda. Устанавливался на кей-кары Honda. Двигатели E05A и E07A были частично заменены двигателями серии P, однако по состоянию на 2020 год двигатели серии E0 всё ещё устанавливались на грузовики Acty.
Двигатель E0 основан на двигателе EH — двухцилиндровом двигателе с клапанным механизмом SOHC. Как и двигатель Honda D, двигатель Honda E0 вращается против часовой стрелки со стороны ремня ГРМ. Двигатель поставлялся либо с карбюратором Venturi с переменной и боковой тягами (PGM-CARB), либо же с многоточечным впрыском топлива (PGM-FI).
Впускные и выпускные коллекторы открываются и закрываются коромыслом, приводимым в движение ремнём ГРМ распредвала. Два впускных и два выпускных коллектора расположены по обе стороны от свечи зажигания, которая установлена в верхней центральной части камеры сгорания. Блок цилиндров и отверстие цилиндра изготовлены из литого под давлением алюминия, равно как и крышки клапанов и масляный поддон. Ранние японские требования к выбросам для легковых автомобилей требовали, чтобы очистка выхлопных газов осуществлялась с помощью трёхкомпонентного катализатора. Позже в это требование были внесены поправки, чтобы включить в него и коммерческие автомобили.

## E05A

### PGM-CARB
- Клапанный механизм: SOHC
- Клапанов: 12
- Карбюратор: CV
- Объём: 547 см3
- Диаметр цилиндра × ход поршня: 62,5 мм × 59,5 мм
- Степень сжатия: 9,8:1
- Мощность: 26 кВт (35 л. с.) при 6500 об/мин
- Крутящий момент: 44 Н⋅м при 5200 об/мин
- Применения: 
  - 1988—1990 Honda Today
  - 1988—1990 Honda Acty

### PGM-FI
- Клапанный механизм: SOHC
- Клапанов: 12
- Объём: 547 см3
- Диаметр цилиндра × ход поршня: 62,5 мм × 59,5 мм
- Степень сжатия: 9,8:1
- Мощность: 31—32 кВт (41—43 л. с.) при 8000 об/мин
- Крутящий момент: 45—46 Н⋅м при 4500 об/мин
- Применения:
  - 1988—1990 Honda Today
  - 1988—1990 Honda Acty

## E07A
- Объём: 656 см3
- Клапанный механизм: SOHC
- Диаметр цилиндра × ход поршня: 66 мм × 64 мм
- Топливная система: PGM-CARB, PGM-FI и MTREC (Multi Throttle Responsive Engine Control)

### E07A (PGM-CARB)
- Клапанный механизм: SOHC
- Клапанов: 12
- Карбюратор: CV
- Объём: 656 см3
- Диаметр цилиндра × ход поршня: 66 мм × 64 мм
- Мощность: 31 кВт (41 л. с.) при 6000 об/мин
- Крутящий момент: 53 Н⋅м при 5000 об/мин
- Применения:
  - JA2/JA3 Honda Today
  - JW3/JW4 Honda Today

### E07A (PGM-FI)
- Клапанный механизм: SOHC
- Клапанов: 12
- Объём: 656 см3
- Диаметр цилиндра × ход поршня: 66 мм × 64 мм
- Мощность:
  - 38 кВт (51 л. с.) при 7500 об/мин (ранее)
  - 35 кВт (47 л. с.) при 6300 об/мин (позднее)
- Крутящий момент:
  - 55 Н⋅м при 4500 об/мин (ранее)
  - 57 Н⋅м при 5500 об/мин (позднее)
- Применения:
  - JA2/JA3 Honda Today (первое поколение)
  - JA4/JA5 Honda Today (второе поколение)

### E07A (MTREC)
- Клапанный механизм: SOHC
- Клапанов: 12
- Объём: 656 см3
- Диаметр цилиндра × ход поршня: 66 мм × 64 мм
- Мощность:
  - 43 кВт (57 л. с.) при 7300 об/мин (Today)
  - 47 кВт (63 л. с.) при 8100 об/мин (Beat)
- Крутящий момент:
  - 60 Н⋅м при 6200 об/мин (Today)
  - 60 Н⋅м при 7000 об/мин (Beat)
- Применения:
  - PP1 Honda Beat
  - JA4 Honda Today

## E07Z

### E07Z
- Клапанный механизм: SOHC
- Клапанов: 12
- Объём: 656 см3
- Диаметр цилиндра × ход поршня: 66 мм × 64 мм
- Мощность:
  - 33 кВт (44 л. с.) при 5500 об/мин (Acty)
  - 38 кВт (51 л. с.) при 7000 об/мин (Life, Vamos)
- Крутящий момент:
  - 59 Н⋅м при 6200 об/мин (Acty)
  - 62 Н⋅м при 4000 об/мин (Life, Vamos)
- Применения:
  - Honda Acty (HA6/7)
  - Honda Acty (HH5/6)
  - Honda Vamos/Honda Vamos Hobio (HM1/2)
  - Honda Vamos Hobio (HJ1/2)
  - Honda Life (JB1 / 2)
  - Honda Z (PA1)
  - Honda That's (JD1/2)

### E07Z (турбированный)
- Клапанный механизм: SOHC
- Клапанов: 12
- Объём: 656 см3
- Диаметр цилиндра × ход поршня: 66 мм × 64 мм
- Мощность: 47 кВт (63 л. с.) при 6000 об/мин
- Крутящий момент: 93 Н⋅м при 3700 об/мин (HM1 Vamos)
- Применения:
  - Honda Vamos/Vamos Hobio (HM1 / 2)
  - Honda Life Dunk (JB3 / 4)
  - Honda Z (PA1)
  - Honda That's (JD1/2)

## ECA1

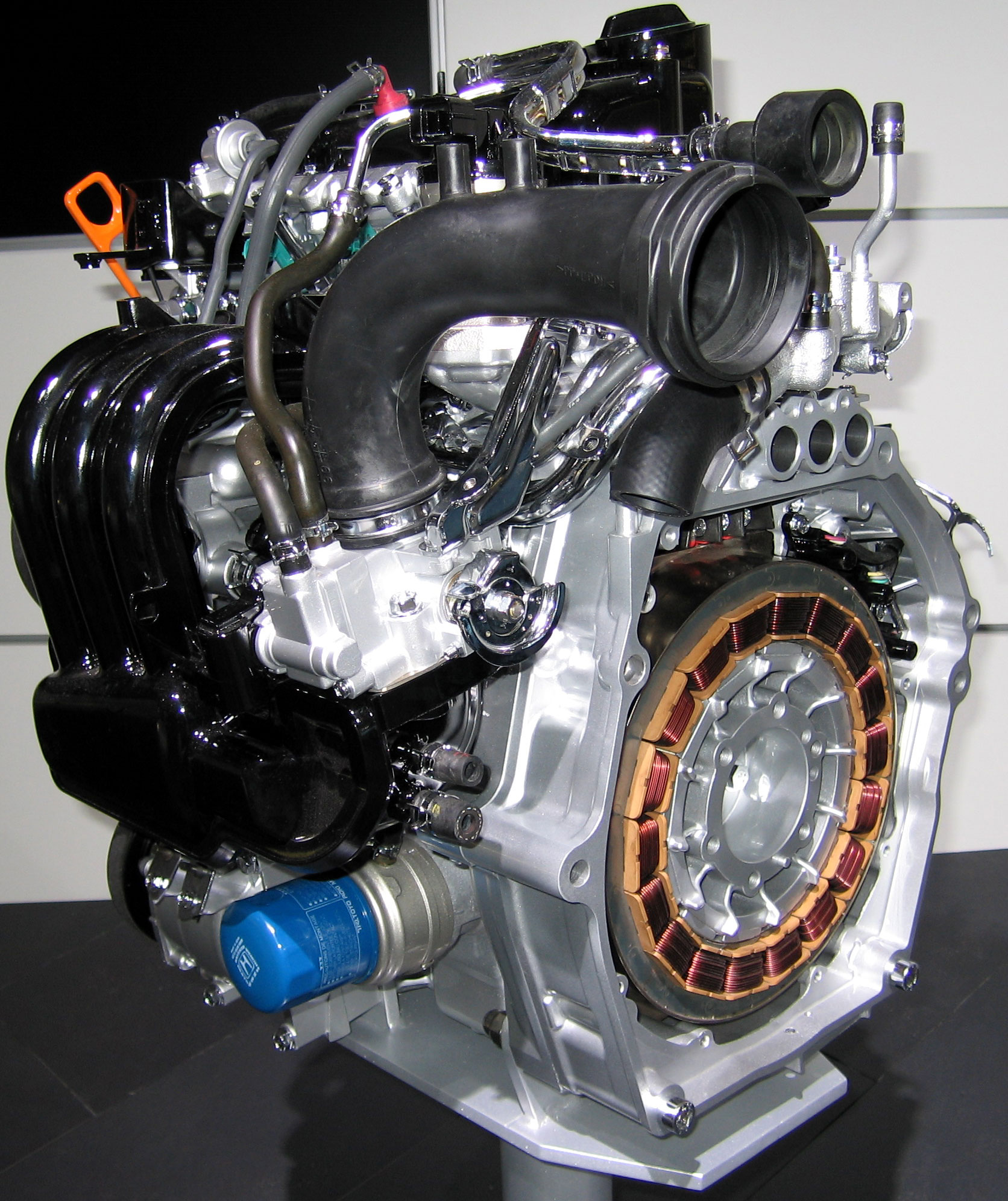
Двигатель ECA1 с системой IMA

Двигатель ECA1 применялся в первом поколении Honda Insight, как часть бензиново-электрической гибридной системы привода автомобиля Integrated Motor Assist. Рабочий объём трёхцилиндрового 12-клапанного двигателя SOHC составляет 995 см3, в то время как мощность электродвигателя постоянного тока составляет 10 кВт. Магниты добавляют мощность 9,7 кВт (13 л. с.) и крутящий момент 22 Н⋅м во всём диапазоне оборотов.
- Клапанный механизм: SOHC
- Клапанов: 12
- Объём: 995 см3
- Диаметр цилиндра × ход поршня: 72 мм × 81,5 мм
- Степень сжатия: 10,8:1
- Мощность: 50—54 кВт (67—72 л. с.) при 5700 об/мин[2]
- Крутящий момент: 92—124 Н⋅м при 2000—4800 об/мин[2]
- Применения:
  - 2000—2006 Honda Insight